# Pinotage
Pinotage är en vindruva som betraktas som Sydafrikas "nationaldruva", trots att den bara står för 2 procent av vinproduktionen. Doften och smaken kan vara rätt speciell och många viner har tydliga dofter av rök och stall. Nuförtiden finns det också exempel på mycket fruktiga och eleganta Pinotageviner. Pinotage är en korsning av druvsorterna Cinsault och Pinot Noir.

## Ursprung
Pinotage skapades 1925 i Sydafrika av Abraham Izak Perold, den förste professorn i vinodling vid Universitetet i Stellenbosch. Perold försökte kombinera de bästa egenskaperna från den robusta Cinsault med Pinot Noir, en druva som kan ge mycket bra viner, men är svårodlad. Cinsault kallas även Hermitage i Sydafrika, därav namnet Pinotage, men förslag fanns att kalla druvan Herminoir.

## Historia
Det faktum att Pinotage överlevde beror till stor del på slumpen. Perold planterade fyra frön från sin korsning i trädgården på Welgevallen Experimental Farm. Dock verkar det som han glömde bort dem efter det. 1927 lämnade han universitetet och började arbeta på KWV och trädgården växte igen. Universitetet beslutade att rensa upp trädgården och när upprensningen skulle börja passerade Charlie Niehaus trädgården. Niehaus var en föreläsare som kände till plantorna och räddade plantorna från upprensningen. 
Plantorna flyttades till Elsenburg Agricultural College där de ympades på nya stockar, Richter 99 och Richter 57. Även detta var tur de andra vinstockarna var såpass angripna av virus att de måste förstöras.
Vid ett besök hos sina gamla kollegor fick Perold se sina druvor. Den bästa av de fyra plantorna gavs namnet Pinotage. 1941 gjordes det första vinet på Pinotage i Elsenburg och idag växer Pinotage på 6,7% av Sydafrikas vinodlingar. Dessutom odlas mindre mängder Pinotage i bland annat USA och Nya Zeeland.